# Voronivka, Bilopillea
Voronivka (în ucraineană Воронівка) este localitatea de reședință a comunei Voronivka din raionul Bilopillea, regiunea Sumî, Ucraina.

## Demografie
Componența lingvistică a localității Voronivka
     Ucraineană (93,88%)
     Rusă (5,76%)
Conform recensământului din 2001, majoritatea populației localității Voronivka era vorbitoare de ucraineană (93,88%), existând în minoritate și vorbitori de rusă (5,76%).